# 高井美穂
高井 美穂（たかい みほ、1971年（昭和46年）11月30日 - ）は、日本の政治家。徳島県三好市長（2期）。
徳島県議会議員（2期）、衆議院議員（3期）、文部科学副大臣（野田第1次改造内閣・野田第2次改造内閣）、文部科学大臣政務官（鳩山由紀夫内閣・菅直人内閣）などを務めた。

## 来歴
徳島県三好郡三野町（現・三好市三野町太刀野）生まれ。三野町立芝生小学校（現・三好市立芝生小学校）、三野町立三野中学校（現・三好市立三野中学校）、徳島県立脇町高等学校卒業。1990年4月、早稲田大学第一文学部文学科英文学専修に入学。大学時代は福武書店の「赤ペン先生」をしたり、NHK解説委員室でアルバイトをしたりした。このときNHKで解説委員の小宮山洋子と知り合ったことがのちに政治の道に進むきっかけとなった。
1994年3月、早稲田大学第一文学部卒業。4月、ダイエーに入社し、社長室秘書部に配属された。当時の社長は創業者の中内㓛。1998年からアメリカ合衆国ワシントン大学に1年間留学。1999年よりダイエー業務室配属。

### 衆議院議員選挙へ出馬
前述の小宮山洋子は1998年7月の第18回参議院議員通常選挙に比例区から民主党公認で立候補し初当選。翌1999年、民主党は衆院選候補者の公募に際し女性を広く募ることを考える。小宮山から応募をすすめられ、同年9月、ダイエーを退社。
2000年、民主党の候補者公募に合格。同年6月の第42回衆議院議員総選挙に民主党公認で徳島2区から立候補したが、自由民主党現職の山口俊一に敗れ、落選した。落選後、高校の先輩で徳島県庁の職員と結婚。そして出産。
2003年、第43回衆議院議員総選挙に徳島2区から立候補し、再び山口に敗れるが、重複立候補していた比例四国ブロックで復活し、初当選した。
2005年、第2子出産のため通常国会に欠席届を提出し、国会議員では珍しい産休を取得した。同年7月の郵政国会での郵政民営化法の採決にも欠席。第44回衆議院議員総選挙では、徳島2区選出の自民党議員だった山口俊一が郵政民営化に反対し、採決で造反したため、自民党の公認を得られないまま、無所属で出馬。自民党は七条明を徳島2区で公認し、日本共産党の新人を含めた4人で議席を争ったが、無所属で出馬した山口が当選し、高井は次点で落選した（次々点の七条は比例復活）。同年12月13日、比例四国ブロック選出の民主党衆議院議員五島正規の政策担当秘書の公職選挙法違反に伴い、五島が衆議院議員を辞職。五島の辞職により、比例四国ブロックで次点だった高井が繰り上げ当選した。
2009年5月11日、小沢一郎が民主党代表辞任を表明。小沢の辞任に伴う代表選挙（5月16日投開票）では岡田克也の推薦人に名を連ねた。同年8月の第45回衆議院議員総選挙では、2006年に自民党に復党し同党公認で出馬した山口俊一を徳島2区で下し、初めて選挙区で当選した（山口も比例復活）。選挙後に発足した鳩山由紀夫内閣で文部科学大臣政務官に任命される。
2010年1月、山形県で行われた日本教職員組合の教育研究全国集会に出席。文部科学省の政務三役が日教組の集会に来賓で出席するのは2001年の同省発足以来初めてで、文部省時代を含めても1951年に当時の文部政務次官が出席して以来、59年ぶりである。
2010年6月2日、鳩山由紀夫が民主党代表と首相辞任を表明。鳩山の辞任に伴う代表選挙（6月4日投開票）では菅直人の推薦人に名を連ねた。
2011年8月26日、菅直人首相が民主党代表辞任を正式に表明。菅の辞任に伴う代表選挙（8月29日投開票）では前原誠司の推薦人に名を連ねた。

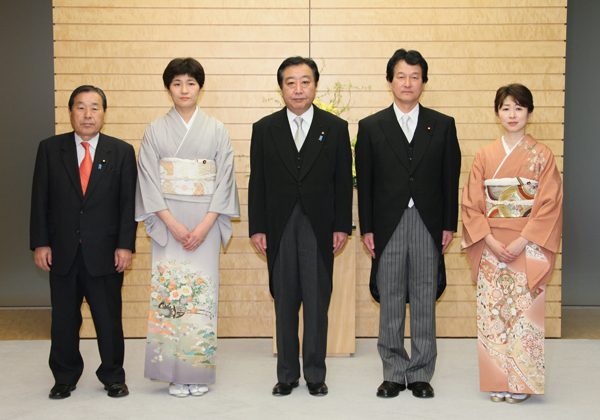
2012年4月6日、文部科学副大臣就任時に野田佳彦内閣総理大臣、大島敦総務副大臣、西村智奈美厚生労働副大臣、加賀谷健総務大臣政務官と（高井は一番右）

2012年4月6日、野田第1次改造内閣で文部科学副大臣に任命され、野田第2次改造内閣まで務める。同年の第46回衆議院議員総選挙では、徳島2区で自民党の山口に敗れ、比例復活もできず、落選した。

### 徳島県議会議員
第47回衆議院議員総選挙においても徳島2区で公認を受けていたが、三好市長の黒川征一から「県西部から女性県議を出したい」と声をかけられ、県議への転身を決断。2014年9月14日、徳島県議会議員選挙への出馬を表明し、徳島2区での公認を辞退した（民主党は同年の衆院選で徳島2区に候補を擁立せず）。
2015年4月、徳島県議会議員選挙に三好第1選挙区（定数2）から無所属・民主党推薦で立候補。自民党は現職の来代正文と新人の井下泰憲の2人に公認を出した。3者いずれも5千票台の接戦となるが、高井はトップ当選を果たした。
2019年4月の県議選に無所属で立候補し再選。

### 三好市長
2021年5月2日、黒川征一の任期満了に伴う三好市長選挙に立候補する意向であることが報道により明らかとなった。5月28日、市長選の立候補予定者説明会が開かれるが、出席したのは高井の陣営のみであった。6月25日、県議を途中辞職。その後、7月4日に告示され、自営業の女性との一騎打ちとなった。高井はフレスポ阿波池田で出発式を催し、飯泉嘉門徳島県知事や、かつて衆院選で議席を争った山口俊一衆院議員、黒川征一三好市長らが激励した。11日に投開票され、初当選した。市が発足して以降、最年少の市長となった。7月24日、第三代目三好市長就任。

## 市政・人物
- 2021年9月1日、性的少数者（LGBTなど）のカップルを婚姻相当とし、その未成年の子供との親子関係も自治体として認める「三好市パートナーシップ・ファミリーシップ宣誓制度」を導入した[28]。
- 2022年8月23日、帰宅後、のどに違和感があったため、翌24日に病院で抗原検査を受けたところ新型コロナウイルス陽性が確認された[29]。

## 衆議院議員時代の主張
- 日本国憲法の改正に賛成[30]。
- 集団的自衛権の行使を禁じた内閣法制局の憲法解釈の見直しに反対[30]。
- 原子力規制庁による新基準を満たした原子力発電所の再稼働に賛成[30]。
- 日本の環太平洋戦略的経済連携協定（TPP）参加に賛成[30]。
- 女性宮家の創設に賛成[30]。
- 日本の核武装について「将来にわたって検討すべきでない」としている[30]。

## 所属団体・議員連盟
- 日韓からアジアの新機軸を考える会
- ホームエンタテイメント議員連盟